# Louis Duret
Pour les autres membres de la famille Duret, voir Duret.
Louis Duret, né à Bâgé-la-Ville en 1527, mort à Paris le 22 janvier 1586, médecin ordinaire des rois Charles IX et Henri III et professeur au Collège royal. Avec Ambroise Paré, il fut l'un des plus célèbres médecins de son temps.

## Biographie
Duret était issu d'une famille de petite noblesse ruinée : son père s'appelait Jean Duret et était gentilhomme et seigneur de Montanet en Piémont. Il commença seul l'étude des langues anciennes et maîtrisa le grec, le latin et l'arabe (les trois langues de la médecine à l'époque). Il fut d'abord, comme humaniste, précepteur d'Achille de Harlay. Il fit ses études de médecine sous la houlette de Jacques Houllier et de Jacques Dubois. 
Nommé au Collège royal en 1568, il y resta 18 ans. Duret avait une mémoire prodigieuse : on disait qu'il savait par cœur toutes les œuvres d'Hippocrate. Il ne jurait d'ailleurs que par lui. Il critiqua en revanche la polypharmacie de la médecine arabe. 
Lorsque Duret maria sa fille Catherine à Arnoult de Lisle en 1586, non seulement le roi Henri III honora de sa présence la cérémonie religieuse et le repas de noces, mais encore il fit présent à la jeune mariée de la vaisselle d'or et d'argent du festin. Le roi lui disait que s'il avait eu un fils, il n'aurait pas hésité à le lui confier.
Il mourut à Paris, le  22 janvier 1586, après avoir prédit, dit-on, la date de sa mort, comme l'avait fait dix ans plus tôt Jérôme Cardan. Il fut inhumé dans l'église Saint-Nicolas-des-Champs.
Il eut pour fils Charles Duret, président de Chevry, intendant des finances, et Jean Duret, médecin de Marie de Médicis.

## Œuvres
- Adversaria, enarrationes et scholia in Jac. Hollerii opera practica, et scholia in ejusdem librum de morbis internis, Paris, 1571.

- Hippocratis magni Coacæ prœnotiones ; opus admirabile in tres libros distributum, interprete et enarratore L. Dureto Segusiano, Paris, 1588.
  - Interpretationes et enarrationes in magni Hippocratis coacas praenotiones, Leyde, 1737 — Édition préparée par Adrien Peleryn Chrouët
- In magni Hippocratis librum de humoribus purgandis et in libros tres diæta acutorum, L. Dureti Segusiani commentarii interpretatione et enarratione insignes, Paris, J. Jost, 1631 — Commentaires dictés en 1565–1566, et publiés par les soins de Jean Duret.